# Mateusz Kuzimski
Mateusz Kuzimski (ur. 26 czerwca 1991 w Tczewie) – polski piłkarz występujący na pozycji napastnika.

## Kariera klubowa

### Gryf 2009 Tczew
W 2009 przeszedł do klubu Gryf 2009 Tczew. Zadebiutował 6 sierpnia 2011 w meczu III ligi przeciwko Błękitnym Stargard (1:4). Pierwszą bramkę zdobył 7 kwietnia 2012 w meczu ligowym przeciwko Dębowi Dębno.

### Miedź Legnica
15 sierpnia 2011 podpisał kontrakt z drużyną Miedzi Legnica. Zadebiutował 20 sierpnia 2011 w meczu II ligi przeciwko Bytovii Bytów (2:0). W sezonie 2011/12 jego zespół zajął pierwsze miejsce w tabeli i awansował do I ligi.

### Bałtyk Gdynia
25 lutego 2015 przeszedł do zespołu Bałtyku Gdynia. Zadebiutował 8 marca 2015 w meczu III ligi przeciwko Lechii II Gdańsk (4:0). Pierwszą bramkę zdobył 14 marca 2015 w meczu ligowym przeciwko Drawie Drawsko Pomorskie (2:0).

### Gryf Wejherowo
16 lipca 2015 podpisał kontrakt z klubem Gryf Wejherowo. Zadebiutował 1 sierpnia 2015 w meczu II ligi przeciwko Legionovii Legionowo (1:0), w którym zdobył swoją pierwszą bramkę.

### Bałtyk Gdynia
29 lipca 2016 przeszedł do drużyny Bałtyku Gdynia. Zadebiutował 6 sierpnia 2016 w meczu III ligi przeciwko Wdzie Świecie (1:1), w którym zdobył swoją pierwszą bramkę.

### Bytovia Bytów
10 lipca 2018 podpisał kontrakt z zespołem Bytovii Bytów. Zadebiutował 21 lipca 2018 w meczu I ligi przeciwko Bruk-Bet Termalica Nieciecza (1:2), w którym zdobył swoją pierwszą bramkę.

### Chojniczanka Chojnice
1 lipca 2019 przeszedł do klubu Chojniczanka Chojnice. Zadebiutował 27 lipca 2019 w meczu I ligi przeciwko Wigrom Suwałki (1:1). Pierwszą bramkę zdobył 13 września 2019 w meczu ligowym przeciwko GKS-owi Bełchatów (3:0).

### Warta Poznań
13 sierpnia 2020 podpisał kontrakt z drużyną Warta Poznań. Zadebiutował 16 sierpnia 2020 w meczu Pucharu Polski przeciwko Błękitnym Stargard (3:3 k. 4:5), w którym zdobył swoją pierwszą bramkę. W Ekstraklasie zadebiutował 23 sierpnia 2020 w meczu przeciwko Lechii Gdańsk (0:1). Pierwszą bramkę w lidze zdobył 19 października 2020 w meczu przeciwko Podbeskidziu Bielsko-Biała (1:2).

## Statystyki

### Klubowe
(aktualne na dzień 20 listopada 2021)
| Klub                  | Sezon              | Liga                     | Liga  | Liga   | Puchar kraju | Puchar kraju | Suma  | Suma   |
| Klub                  | Sezon              | Liga                     | Mecze | Bramki | Mecze        | Bramki       | Mecze | Bramki |
| --------------------- | ------------------ | ------------------------ | ----- | ------ | ------------ | ------------ | ----- | ------ |
| Gryf 2009 Tczew       | 2011/12            | III liga                 | 1     | 0      | 0            | 0            | 1     | 0      |
| Gryf 2009 Tczew       | Ogólnie            | Ogólnie                  | 1     | 0      | 0            | 0            | 1     | 0      |
| Miedź Legnica         | 2011/12            | II liga                  | 6     | 0      | 0            | 0            | 6     | 0      |
| Miedź Legnica         | Ogólnie            | Ogólnie                  | 6     | 0      | 0            | 0            | 6     | 0      |
| Gryf 2009 Tczew       | 2012/13            | III liga                 | 3     | 1      | 0            | 0            | 3     | 1      |
| Gryf 2009 Tczew       | Ogólnie            | Ogólnie                  | 3     | 1      | 0            | 0            | 3     | 1      |
| Histon F.C.           | 2014/15            | Southern Football League | 18    | 3      | 1            | 0            | 19    | 3      |
| Histon F.C.           | Ogólnie            | Ogólnie                  | 18    | 3      | 1            | 0            | 19    | 3      |
| Bałtyk Gdynia         | 2014/15            | III liga                 | 12    | 11     | 0            | 0            | 12    | 11     |
| Bałtyk Gdynia         | Ogólnie            | Ogólnie                  | 12    | 11     | 0            | 0            | 12    | 11     |
| Gryf Wejherowo        | 2015/16            | II liga                  | 28    | 6      | 1            | 1            | 29    | 7      |
| Gryf Wejherowo        | Ogólnie            | Ogólnie                  | 28    | 6      | 1            | 1            | 29    | 7      |
| Bałtyk Gdynia         | 2016/17            | III liga                 | 29    | 8      | 0            | 0            | 29    | 8      |
| Bałtyk Gdynia         | 2017/18            | III liga                 | 33    | 26     | 0            | 0            | 33    | 26     |
| Bałtyk Gdynia         | Ogólnie            | Ogólnie                  | 62    | 34     | 0            | 0            | 62    | 34     |
| Bytovia Bytów         | 2018/19            | I liga                   | 33    | 8      | 2            | 1            | 35    | 9      |
| Bytovia Bytów         | Ogólnie            | Ogólnie                  | 33    | 8      | 2            | 1            | 35    | 9      |
| Chojniczanka Chojnice | 2019/20            | I liga                   | 30    | 15     | 1            | 0            | 31    | 15     |
| Chojniczanka Chojnice | Ogólnie            | Ogólnie                  | 30    | 15     | 1            | 0            | 31    | 15     |
| Warta Poznań          | 2020/21            | Ekstraklasa              | 29    | 7      | 3            | 3            | 32    | 10     |
| Warta Poznań          | 2021/22            | Ekstraklasa              | 15    | 1      | 1            | 0            | 16    | 1      |
| Warta Poznań          | Ogólnie            | Ogólnie                  | 44    | 8      | 4            | 3            | 48    | 11     |
| Ogólnie w karierze    | Ogólnie w karierze | Ogólnie w karierze       | 209   | 86     | 9            | 5            | 218   | 91     |

## Sukcesy

### Miedź Legnica
- Mistrzostwo II ligi (1×): 2011/2012

### Indywidualne
- Król strzelców III ligi (Grupa II) (1×): 2017/2018

## Życie prywatne
Kuzimski urodził się w Tczewie. W 2013 roku porzucił karierę zawodowego piłkarza i wyemigrował do Anglii, gdzie pracował przy obróbce warzyw. Ostatecznie wrócił do Polski, początkowo tylko na dwutygodniowe wakacje, lecz po pomyślnych testach w Bałtyku Gdynia został w kraju na stałe.